# Delo mi ne leži
Delo mi ne leži je peti studijski album Janeza Bončine - Benča. Album je bil posnet v Studiu 83 in Studiu Metro, izšel pa je 28. maja 2001 pri založbi NIKA Records.
Album vsebuje deset skladb, pri katerih lahko opazimo močan vpliv soula in R&B-ja. Album je aranžiral Grega Forjanič, na njem pa sodelujejo tudi saksofonist Tadej Tomšič in kitarist Aleš Strajnar. Album sta skupaj producirala Grega Forjanič in Janez Bončina.

## Seznam skladb
| Št. | Naslov                      | Dolžina |
| --- | --------------------------- | ------- |
| 1.  | „Mr. Soul‟                  | 3:13    |
| 2.  | „Včeraj sem bil v nebesih‟  | 5:38    |
| 3.  | „Delo mi ne leži‟           | 4:25    |
| 4.  | „Bus št. 3!‟                | 5:36    |
| 5.  | „Ne bom se ženil‟           | 4:32    |
| 6.  | „Seksualno‟                 | 4:13    |
| 7.  | „Še vino je pijano‟         | 3:43    |
| 8.  | „Svet mi vrača, kar mu dam‟ | 4:29    |
| 9.  | „Moj računalnik‟            | 4:21    |
| 10. | „Lahko me sam potegneš‟     | 4:40    |

## Glasbeniki
- Janez Bončina – solo vokal, spremljevalni vokali
- Grega Forjanič – klavir, klaviature, kitara, orgle, električni klavir, brass
- Tadej Tomšič – tenor saksofon (1, 3, 6, 9)
- Aleš Strajnar – kitara (7)